# Sainte-Christine, Puy-de-Dôme

Sainte-Christine este o comună în departamentul Puy-de-Dôme, Franța. În 1 ianuarie 2022 avea o populație de 124 de locuitori.